# جاك رايت (لاعب كرة مضرب)
جاك رايت هو لاعب كرة مضرب كندي، ولد في 11 نوفمبر 1901، وتوفي في 1949.

## وصلات خارجية
- جاك رايت على موقع رابطة محترفي التنس (الإنجليزية)
- جاك رايت على موقع الاتحاد الدولي لكرة المضرب (الإنجليزية)
- جاك رايت على موقع كأس ديفيز (الإنجليزية)
- جاك رايت على موقع خلاصة التنس.كوم (الإنجليزية)